# コリアサット5号
コリアサット5号（Koreasat 5）またはムグンファ5号（朝: 무궁화 5호）は2006年に打ち上げられた韓国の通信衛星。軍民共用で、運用者は大韓民国国防部とKT社。

## 概要
アルカテル・アレーニア・スペースが設計・製造を行った。スペースバス4000C1衛星バスをベースとし、重量は4,448Kg、発生電力は8.6kW。商用にKuバンドトランスポンダ、軍用にKaバンド・SHFバンドを計36本搭載する。
2006年8月22日、シーローンチ社のゼニット3SLロケットによって打ち上げられた。静止トランスファ軌道に投入され、打ち上げ初期運用完了後に静止軌道の東経113度に移動した。
軍用通信サービスや韓国内のデジタル放送サービスなどを提供し、運用寿命は15年以上。